# Egusi (sopa)
La sopa de egusi es un plato popular de Nigeria y con tradición en todas las regiones del país africano. Se prepara a base de semillas de melón egusi. De este melón se aprovechan las semillas y se desecha la pulpa por ser fuertemente amarga. Con las semillas también se puede hacer salsa de egusi. 
El egusi suele incluir vegetales, carne y pescado seco o ahumado. Se ha vuelto un guiso popular en otros países de África Occidental.

## Variantes
La receta de egusi varía según la gastronomía regional. Por ejemplo, en Sierra Leona rara vez contiene pescado. En Nigeria, esta sopa es especialmente común en el sur y el oeste del país.
- Efo egusi
- Egusi frito
- Ohue
- Egusi con fufu